# لوونوویتسه
لوونوویتسه (به چکی: Louňovice) یک منطقهٔ مسکونی در جمهوری چک است که در ناحیه پراگ-شرق واقع شده‌است. لوونوویتسه ۴٫۴۲ کیلومتر مربع مساحت و ۸۶۱ نفر جمعیت دارد و ۴۳۷ متر بالاتر از سطح دریا واقع شده‌است.